# Giảm căng thẳng dựa trên chánh niệm
Giảm căng thẳng dựa trên chánh niệm (Mindfulness-based stress reduction; MBSR) là một chương trình phối hợp với chánh niệm nhằm giúp giảm đau, giải quyết các tình trạng sức khỏe và các vấn đề cuộc sống mới đầu khó điều trị trong bệnh viện. Được phát triển tại Trung tâm Y tế Đại học Massachusetts vào những năm 1970 bởi Giáo sư Jon Kabat-Zinn, MBSR là sự kết hợp giữa thiền chánh niệm, nhận thức cơ thể và yoga nhằm mục đích giúp con người trở nên chú tâm hơn. Trong những năm gần đây, thiền là đề tài của nhiều nghiên cứu lâm sàng có kiểm soát. Cho thấy thiền có những vai trò lợi ích nhất định, bao gồm giảm bớt căng thẳng, thư giãn và cải thiện chất lượng cuộc sống, nhưng không giúp phòng ngừa hoặc chữa bệnh tật. Trong khi MBSR bắt nguồn từ các giáo lý tâm linh, thì chính chương trình lại thế tục.

## Phương pháp thực hành
Các lớp học và chương trình giảm căng thẳng dựa trên chánh niệm đã có mặt tại nhiều bệnh viện, trung tâm tĩnh tâm và cơ sở yoga. Điển hình các chương trình tập trung vào giảng dạy,
- hiểu biết sâu sắc về tâm trí và cơ thể nhằm giảm các phản ứng sinh lý của căng thẳng, đau đớn hoặc bệnh tật
- nhận thức không phán xét những gì diễn ra trong cuộc sống hàng ngày
- an bình thanh thản và sống trong từng khoảnh khắc
- trải nghiệm cuộc sống lạc quan hơn và chú trọng nguồn lực từ bên trong để chữa bệnh và kiểm soát căng thẳng
- thư giãn cơ tiến bộ
- thiền chánh niệm

## Hiệu quả
Các phương pháp tiếp cận dựa trên chánh niệm đã được thử nghiệm cho một loạt các vấn đề sức khỏe bao gồm rối loạn lo âu, rối loạn tâm trạng, rối loạn lạm dụng thuốc, rối loạn ăn uống, đau mãn tính, ADHD, chứng mất ngủ, đối phó với các tình trạng bệnh tật, trên nhiều đối tượng gồm có trẻ em, thanh thiếu niên, các bậc cha mẹ, giáo viên, nhà trị liệu và bác sĩ. Là đề tài nhận được sự quan tâm ngày càng tăng của nhiều nghiên cứu, 52 bài báo đã được xuất bản năm 2003, lên đến 477 vào năm 2012. Gần 100 nghiên cứu lâm sàng đối chứng ngẫu nhiên đã được xuất bản vào đầu năm 2014.
Nghiên cứu cho thấy rèn luyện chánh niệm giúp cải thiện sự tập trung, chú ý và khả năng làm việc dưới áp lực.
Một tuyên bố năm 2013 của Hiệp hội Tim mạch Hoa Kỳ về các phương pháp thay thế hạ huyết áp kết luận MBSR không được khuyến khích trong thực hành lâm sàng để giảm huyết áp. MBSR có thể có lợi với chứng trầm cảm và khổ đau tâm lý liên quan đến các bệnh mãn tính.
Bằng chứng sơ bộ cho thấy hiệu quả của thiền chánh niệm trong điều trị rối loạn sử dụng thuốc; tuy nhiên, cần nghiên cứu thêm. MBSR có thể có ích cho những người bị đau cơ xơ hóa: không có bằng chứng về lợi ích lâu dài nhưng có bằng chứng chất lượng thấp về lợi ích nhỏ ngắn hạn.
Năm 2010, một phân tích tổng hợp được thực hiện bởi Hoffman và các đồng nghiệp đã khám phá hiệu quả của MBSR và các chương trình tương tự lên đối tượng người trưởng thành có triệu chứng lo âu và trầm cảm. Một phân tích tổng hợp rộng hơn được thực hiện vào năm 2004 bởi Grossman và các đồng nghiệp đã tìm thấy có những ảnh hưởng tích cực lên sức khỏe thể chất và tinh thần sau khi điều trị MBSR.